# Radiation Research
Radiation Research is een internationaal, aan collegiale toetsing onderworpen wetenschappelijk tijdschrift op het gebied van de biofysica van straling.
De naam wordt in literatuurverwijzingen meestal afgekort tot Radiat. Res.
Het wordt sinds 2001 uitgegeven door BioOne namens de Radiation Research Society en verschijnt maandelijks.